# Asyneuma anthericoides
Asyneuma anthericoides là loài thực vật có hoa trong họ Hoa chuông. Loài này được (Janka) Bornm. mô tả khoa học đầu tiên năm 1921.